# Temporada de snooker de 2022–23
A temporada de snooker de 2022–23 é uma série de torneios de snooker profissional que começou em 28 de junho de 2022 e terminará em 1 de maio de 2023.

## Jogadores
O circuito mundial de snooker (em inglês:  World Snooker Tour) da temporada de 2022–23 é disputado por 131 jogadores profissionais de 18 diferentes países. O país com o maior número de representantes é a Inglaterra com 57, na sequência temos 27 da China, 12 do País de Gales, 8 da Escócia, 4 da Irlanda e Tailândia, 3 da Bélgica e Irlanda do Norte, 2 da Austrália, Brasil e Paquistão, e apenas um da Alemanha, Egito, Estônia, Índia, Irã, Suíça e Ucrânia.
Os 64 melhores jogadores do ranking mundial (ranking com os valores dos prêmios obtidos nas duas temporadas imediatamante anteriores) ao final da temporada de 2021–22 e os 31 jogadores que ganharam o card de dois anos na temporada anterior se qualificaram automaticamente para a temporada. Os outros 36 ganhadores do tour cards válido para as temporada de 2022–23 e 2023–24 serão detalhados na sequência. Quatro deles foram conquistados pelos quatros melhores do ranking da temporada de 2021–22 (ranking com os valores dos prêmios obtidos apenas na temporada anterior), entre os que ainda não se classificaram para a turnê principal. 12 vagas foram conquistadas pelos vencedores da Q School do Reino Unido (quatro do Evento 1, quatro do Evento 2 e quatro do Evento 3). Quatro vagas foram para os vencedores da estreante Q School da Ásia–Oceania (dois do Evento 1 e dois do Evento 2). Nove vagas foram preenchidas por campeões de campeonatos internacionais e duas por jogadores do Q Tour da World Professional Billiards and Snooker Association (WPBSA). Um jogador vem do China Tour da CBSA e duas jogadoras do World Women’s Snooker ("Circuito Mundial de Snooker Feminino"). Os dois últimos cards para a temporada foram gentilmente concedidos como convite para os jogadores Stephen Hendry e Ken Doherty.
O ex-jogador profissional tailandês Thanawat Thirapongpaiboon foi elegível para um card de dois anos como um dos ganhadores da qualificação do Evento 1 da inaugural Q School da Ásia–Oceania. No entanto, em 22 de junho de 2022, a WPBSA e a World Snooker Tour se recusaram a oferecer a ele um tour card, citando como motivo "sérios problemas disciplinares de quando Thanawat era um jogador profissional em 2015". Sua vaga foi, portanto, oferecida ao paquistanês Asjad Iqbal, que era o próximo na fila na Order of Merit da Q School da Ásia–Oceania.

### Novos jogadores profissionais
Todos os jogadores listados abaixo receberam um tour card para duas temporadas:
| Top 4 (Lista do One-Year Ranking) 1. Ashley Hugill (ENG) 2. Michael White (WAL) 3. Allan Taylor (ENG) 4. David Lilley (ENG) Campeonatos internacionais 1. Campeão do Open da WSF: Si Jiahui (CHN) 2. Campeão Sub–21 da WSF: Anton Kazakov (UKR) 3. Campeão de 2021 da EBSA European (Europa): Oliver Brown (ENG) 4. Campeão Sub–21 de 2021 da EBSA European (Europa): Dylan Emery (WAL) 5. Campeão de 2022 da EBSA (Europa): Andres Petrov (EST) 6. Campeão Sub–21 de 2022 da EBSA (Europa): Ben Mertens (BEL) 7. Campeão de 2022 da APBSF (Ásia–Pacífico): Ryan Thomerson (AUS) 8. Campeão de 2021 da PABSA (Américas): Victor Sarkis (BRA) 9. Campeão de 2022 da ABSC (África): Mohamed Ibrahim (EGY) Q Tour da WPBSA 1. Melhor classificação: Sean O'Sullivan (ENG) 2. Campeão do Playoff: Julien Leclercq (BEL) China Tour da CBSA 1. Peng Yisong (CHN) Mundial Feminino de Snooker 1. N.º 3 do ranking/Campeã Mundial de 2022: Mink Nutcharut (THA) 2. N.º 4 do ranking: Rebecca Kenna (ENG) Convidados 1. Stephen Hendry (SCO) 2. Ken Doherty (IRL) | Q School do Reino Unido Event 1 1. Rod Lawler (ENG) 2. Fergal O'Brien (IRL) 3. Andy Lee (HKG) 4. Bai Langning (CHN) Evento 2 1. Adam Duffy (ENG) 2. Zak Surety (ENG) 3. Aaron Hill (IRL) 4. Sanderson Lam (ENG) Evento 3 1. Lukas Kleckers (GER) 2. Jenson Kendrick (ENG) 3. John Astley (ENG) 4. James Cahill (ENG) Q School da Ásia–Oceania Evento 1 1. Muhammad Asif (PAK) Evento 2 1. Dechawat Poomjaeng (THA) 2. Himanshu Jain (IND) Order of Merit 1. Asjad Iqbal (PAK) |

## Calendário

### World Snooker Tour
As tabelas a seguir descrevem as datas e os resultados de todos os eventos da World Snooker Tour e da World Women's Snooker (feminino). O calendário está sujeito a alterações devido ao impacto contínuo da pandemia global de COVID-19.
| Início     | Fim        | Local de realização                       | Nome do torneio                  | Campeão                       | Vice-campeão             | Placar | Ref.   |
| ---------- | ---------- | ----------------------------------------- | -------------------------------- | ----------------------------- | ------------------------ | ------ | ------ |
| 28–06–2022 | 29–06–2022 | Morningside Arena — Leicester             | Campeonato da Liga               | Luca Brecel                   | Lu Ning                  | 3–1    | [ 22 ] |
| 16–08–2022 | 21–08–2022 | Stadthalle Fürth — Fürth                  | Masters da Europa                | Kyren Wilson                  | Barry Hawkins            | 9–3    | [ 23 ] |
| 24–09–2022 | 25–09–2022 | Marshall Arena — Milton Keynes            | Mundial de Duplas Mistas         | Neil Robertson Mink Nutcharut | Mark Selby Rebecca Kenna | 4–2    | [ 24 ] |
| 26–09–2022 | 02–10–2022 | Marshall Arena — Milton Keynes            | Aberto da Grã-Bretanha           | Ryan Day                      | Mark Allen               | 10–7   | [ 25 ] |
| 06–10–2022 | 09–10–2022 | Hong Kong Coliseum — Hong Kong            | Masters de Hong Kong             | Ronnie O'Sullivan             | Marco Fu                 | 6–4    | [ 26 ] |
| 16–10–2022 | 23–10–2022 | Waterfront Hall — Belfast                 | Aberto da Irlanda do Norte       | Mark Allen                    | Zhou Yuelong             | 9–4    | [ 27 ] |
| 31–10–2022 | 06–11–2022 | Bolton Whites Hotel — Bolton              | Campeão dos Campeões             | Ronnie O'Sullivan             | Judd Trump               | 10–6   | [ 28 ] |
| 12–11–2022 | 20–11–2022 | York Barbican — York                      | Campeonato do Reino Unido        | Mark Allen                    | Ding Junhui              | 10–7   | [ 29 ] |
| 28–11–2022 | 04–12–2022 | Meadowbank Sports Centre — Edimburgo      | Aberto da Escócia                | Gary Wilson                   | Joe O'Connor             | 9–2    | [ 30 ] |
| 12–12–2022 | 18–12–2022 | Brentwood Centre — Brentwood              | Aberto da Inglaterra             | Mark Selby                    | Luca Brecel              | 9–6    | [ 31 ] |
| 08–01–2023 | 15–01–2023 | Alexandra Palace — Londres                | Masters                          | Judd Trump                    | Mark Williams            | 10–8   | [ 32 ] |
| 16–01–2023 | 22–01–2023 | The Centaur — Cheltenham                  | Grande Prêmio Mundial            | Mark Allen                    | Judd Trump               | 10–9   | [ 33 ] |
| 25–01–2023 | 28–01–2023 | Morningside Arena — Leicester             | Shoot Out                        | Chris Wakelin                 | Julien Leclercq          | 1–0    | [ 34 ] |
| 01–02–2023 | 05–02–2023 | Tempodrom — Berlim                        | Masters da Alemanha              | Ali Carter                    | Tom Ford                 | 10–3   | [ 35 ] |
| 13–02–2023 | 19–02–2023 | Venue Cymru — Llandudno                   | Aberto do País de Gales          | Robert Milkins                | Shaun Murphy             | 9–7    | [ 36 ] |
| 20–02–2023 | 26–02–2023 | Aldersley Leisure Village — Wolverhampton | Campeonato de Jogadores          |                               |                          |        |        |
| 19–12–2022 | 09–03–2023 | Morningside Arena — Leicester             | Championship League Invitational |                               |                          |        |        |
| 06–03–2023 | 11–03–2023 | Bangkok Convention Center — Bangkok       | Six-red World Championship       |                               |                          |        |        |
| 16–03–2023 | 22–23–023  | Morningside Arena — Leicester             | WST Classic                      |                               |                          |        |        |
| 27–03–2023 | 02–04–2023 | Bonus Arena — Hull                        | Campeonato do Circuito           |                               |                          |        |        |
| 15–04–2023 | 01–05–2023 | Crucible Theatre — Sheffield              | Campeonato Mundial               |                               |                          |        |        |

Os seguintes eventos estavam programados, mas foram posteriormente cancelados:
| Datas                  | País | Nome do torneio | Local                      | Cidade  | Motivo                                           | Ref.   |
| ---------------------- | ---- | --------------- | -------------------------- | ------- | ------------------------------------------------ | ------ |
| 13–19 de março de 2022 | TUR  | Turkish Masters | Nirvana Cosmopolitan Hotel | Antália | Falta de financiamento por parte do patrocinador | [ 37 ] |

| Evento pontuável para o ranking     |
| Evento não pontuável para o ranking |

### Mundial Feminino de Snooker
| Início      | Fim         | País | Nome do torneio                   | Local                   | Cidade  | Campeão                  | Vice-campeão              | Placar | Ref.   |
| ----------- | ----------- | ---- | --------------------------------- | ----------------------- | ------- | ------------------------ | ------------------------- | ------ | ------ |
| 30 Jul 2022 | 31 Jul 2022 | ENG  | UK Women's Championship           | Northern Snooker Centre | Leeds   | Reanne Evans             | Ng On-yee                 | 4–3    | [ 38 ] |
| 26 Ago 2022 | 28 Ago 2022 | USA  | US Women's Open                   | OX Billiards            | Seattle | Jamie Hunter             | Rebecca Kenna             | 4–1    | [ 39 ] |
| 1 Out 2022  | 4 Out 2022  | AUS  | Australian Women's Open           | Mounties                | Sydney  | Jamie Hunter             | Jessica Woods             | 4–3    | [ 40 ] |
| 22 Out 2022 | 23 Out 2022 | SCO  | Scottish Women's Open             | The Q Club              | Glasgow | Reanne Evans             | Mink Nutcharut            | 4–2    | [ 41 ] |
| 26 Nov 2022 | 27 Nov 2022 | ENG  | Eden Women's Masters              | Frames Sports Bar       | Londres | Mink Nutcharut           | Ng On-yee                 | 4–0    | [ 42 ] |
| 20 Jan 2023 | 22 Jan 2023 | BEL  | Belgian Women's Open              | The Trickshot           | Bruges  | Mink Nutcharut           | Wendy Jans                | 4–1    | [ 43 ] |
| 31 Jan 2023 | 3 Fev 2023  | AUS  | Asia-Pacific Women's Championship | Mounties                | Sydney  | Ploychompoo Laokiatphong | Siripaporn Nuanthakhamjan | 4–1    |        |
| 25 Fev 2023 | 27 Fev 2023 | THA  | Women's Snooker World Cup         | Hi-End Snooker Club     | Bangkok |                          |                           |        |        |
| 28 Fev 2023 | 4 Mar 2023  | THA  | World Women's Championship        | Hi-End Snooker Club     | Bangkok |                          |                           |        |        |
| 13 Mai 2023 | 14 Mai 2023 | ENG  | Women's British Open              | Landywood Snooker Club  | Walsall |                          |                           |        |        |

### World Seniors Tour
| Início     | Fim        | País | Torneio                    | Local            | Cidade    | Campeão | Vice-campeão | Placar | Ref.   |
| ---------- | ---------- | ---- | -------------------------- | ---------------- | --------- | ------- | ------------ | ------ | ------ |
| 3 Mai 2023 | 7 Mai 2023 | ENG  | World Seniors Championship | Crucible Theatre | Sheffield |         |              |        | [ 44 ] |

### Q–Tour
| Início      | Fim         | País | Nome do torneio | Local                     | Cidade        | Campeão          | Vice-campeão     | Placar | Ref.   |
| ----------- | ----------- | ---- | --------------- | ------------------------- | ------------- | ---------------- | ---------------- | ------ | ------ |
| 2 Set 2022  | 4 Set 2022  | ENG  | Q Tour 1        | North East Snooker Centre | North Shields | Ross Muir        | George Pragnell  | 5–2    | [ 45 ] |
| 16 Set 2022 | 18 Set 2022 | ENG  | Q Tour 2        | Castle Snooker Club       | Brighton      | Martin O'Donnell | George Pragnell  | 5–1    | [ 46 ] |
| 14 Out 2022 | 16 Out 2022 | BEL  | Q Tour 3        | Delta Moon                | Mons          | Farakh Ajaib     | Harvey Chandler  | 5–3    | [ 47 ] |
| 25 Nov 2022 | 27 Nov 2022 | SWE  | Q Tour 4        | Snookerhallen             | Stockholm     | Billy Castle     | Andrew Higginson | 5–4    | [ 48 ] |
| 9 Dez 2022  | 11 Dez 2022 | ENG  | Q Tour 5        | Landywood Snooker Club    | Walsall       | Daniel Wells     | Sydney Wilson    | 5–2    | [ 49 ] |
| 6 Jan 2023  | 8 Jan 2023  | ENG  | Q Tour 6        | Northern Snooker Centre   | Leeds         | Martin O'Donnell | Ross Muir        | 5–1    | [ 50 ] |
| 4 Mar 2023  | 5 Mar 2023  |      | Q Tour Playoff  |                           |               |                  |                  |        |        |

### Outros eventos
| Início      | Fim         | País | Torneio     | Local          | Cidade     | Campeão       | Vice-campeão       | Placar | Ref. |
| ----------- | ----------- | ---- | ----------- | -------------- | ---------- | ------------- | ------------------ | ------ | ---- |
| 13 Jul 2022 | 17 Jul 2022 | USA  | World Games | Sheraton Hotel | Birmingham | Cheung Ka Wai | Abdelrahman Shahin | 3–1    |      |

## Pontos dorankingmundial
| RodadaTorneio         | R144 | R128 | R112  | R96   | R80    | R64   | R48    | R32    | R24   | R16    | QF     | R6    | SF      | F       | C       |
| --------------------- | ---- | ---- | ----- | ----- | ------ | ----- | ------ | ------ | ----- | ------ | ------ | ----- | ------- | ------- | ------- |
| Championship League   | —    | 0    | —     | 1 000 | —      | 2 000 | —      | 4 000  | 5 000 | 6 000  | 8 000  | 9 000 | 11 000  | 23 000  | 33 000  |
| European Masters      | —    | 0    | —     | —     | —      | 3 000 | —      | 4 500  | —     | 7 500  | 11 000 | —     | 17 500  | 35 000  | 80 000  |
| British Open          | —    | 0    | —     | —     | —      | 3 000 | —      | 5 000  | —     | 8 000  | 12 000 | —     | 20 000  | 45 000  | 100 000 |
| Northern Ireland Open | —    | 0    | —     | —     | —      | 3 000 | —      | 4 500  | —     | 7 500  | 11 000 | —     | 17 500  | 35 000  | 80 000  |
| UK Championship       | 0    | —    | 2 500 | —     | 5 000  | —     | 7 500  | 10 000 | —     | 15 000 | 25 000 | —     | 50 000  | 100 000 | 250 000 |
| Scottish Open         | —    | 0    | —     | —     | —      | 3 000 | —      | 4 500  | —     | 7 500  | 11 000 | —     | 17 500  | 35 000  | 80 000  |
| English Open          | —    | 0    | —     | —     | —      | 3 000 | —      | 4 500  | —     | 7 500  | 11 000 | —     | 17 500  | 35 000  | 80 000  |
| World Grand Prix      | —    | —    | —     | —     | —      | —     | —      | 5 000  | —     | 7 500  | 12 500 | —     | 20 000  | 40 000  | 100 000 |
| Shoot Out             | —    | 0    | —     | —     | —      | 500   | —      | 1 000  | —     | 2 000  | 4 000  | —     | 8 000   | 20 000  | 50 000  |
| German Masters        | —    | 0    | —     | —     | —      | 3 000 | —      | 4 500  | —     | 7 500  | 11 000 | —     | 17 500  | 35 000  | 80 000  |
| Welsh Open            | —    | 0    | —     | —     | —      | 3 000 | —      | 4 500  | —     | 7 500  | 11 000 | —     | 17 500  | 35 000  | 80 000  |
| Players Championship  | —    | —    | —     | —     | —      | —     | —      | —      | —     | 10 000 | 15 000 | —     | 30 000  | 50 000  | 125 000 |
| Turkish Masters       | —    | 0    | —     | —     | —      | 3 500 | —      | 6 500  | —     | 8 500  | 12 750 | —     | 20 000  | 45 000  | 100 000 |
| Tour Championship     | —    | —    | —     | —     | —      | —     | —      | —      | —     | —      | 20 000 | —     | 40 000  | 60 000  | 150 000 |
| World Championship    | 0    | —    | 5 000 | —     | 10 000 | —     | 15 000 | 20 000 | —     | 30 000 | 50 000 | —     | 100 000 | 200 000 | 500 000 |

1. ↑  Quarto lugar da primeira fase
2. ↑  Terceiro lugar da primeira fase
3. ↑  Segundo lugar da primeira fase
4. ↑  Quarto lugar da segunda fase
5. ↑  Terceiro lugar da segunda fase
6. ↑  Segundo lugar da segunda fase
7. ↑  Quarto lugar da terceira fase
8. ↑  Terceiro lugar da terceira fase
9. ↑  Segundo lugar da terceira fase
10. 1 2 3 4 5 6  Os jogadores que perdem a primeira partida não recebem pontos no ranking.
11. ↑  Derrota na primeira rodada de qualificação
12. ↑  Derrota na segunda rodada de qualificação